# Chinas Grüne Mauer

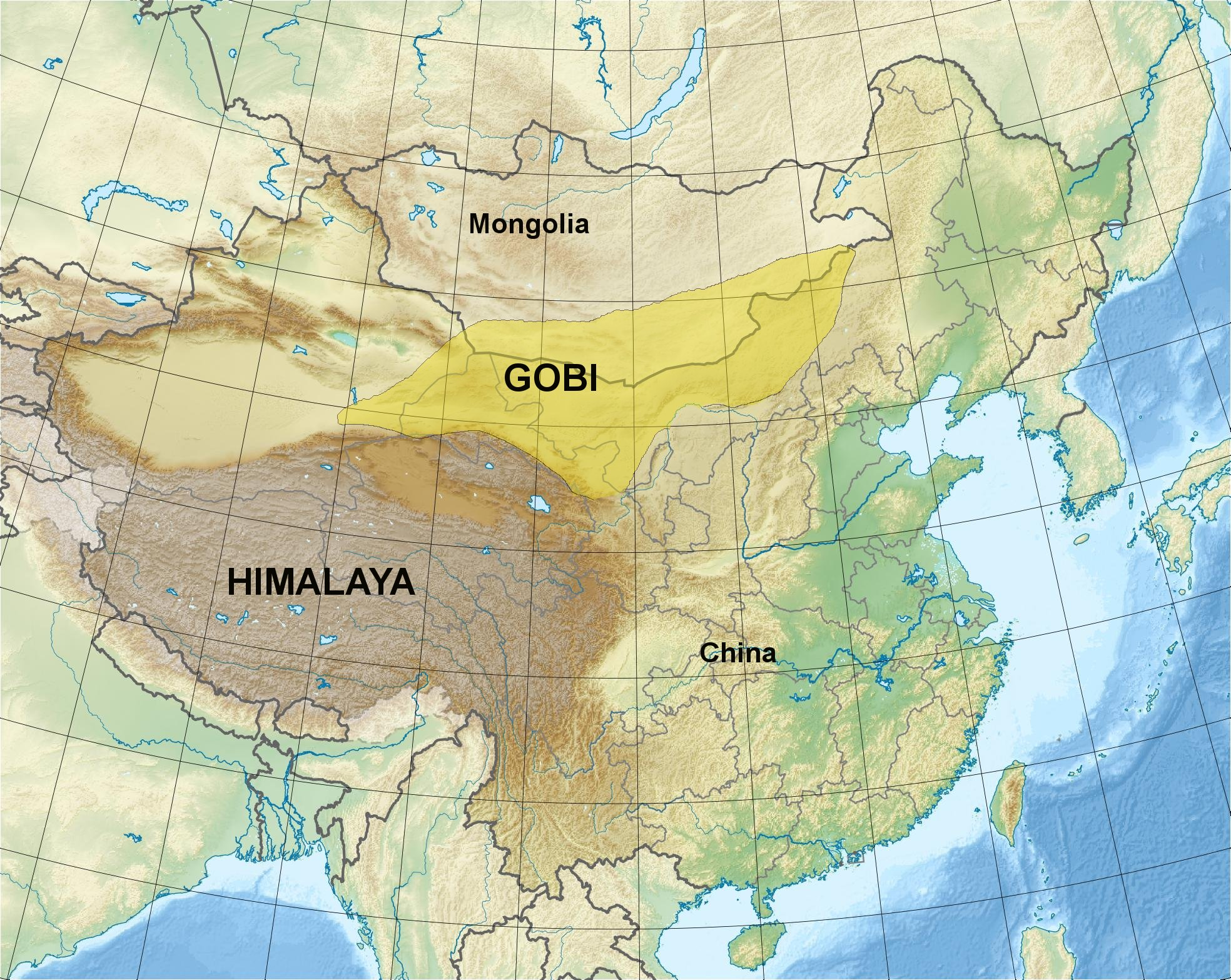
Die Gobi an den Grenzen Chinas

Grüne Mauer (chinesisch 綠色長城 / 绿色长城, Pinyin Lǜsè Chángchéng) ist ein Umweltprojekt in der Volksrepublik China zur Bekämpfung der Desertifikation. Der offizielle Name des Projekts lautet Sanbei Fanghulin Gongcheng (三北防護林工程 / 三北防护林工程,  Sānběi Fánghùlín Gōngchéng, englisch Three-North Shelterbelt Development Program – „Drei-Norden-Schutzwald-Projekt“, wobei ‚Drei-Norden‘ die Regionen Nordwest-, Nord- und Nordostchina meint).
Der Name des Projektes leitet sich von der parallel verlaufenden Großen Mauer ab. Gemeinsam ist die Schutzfunktion: Während die große Mauer Schutz gegen die Völker aus dem Norden bot, soll die Grüne Mauer Wüstenstürme zurückhalten.
Die Grüne Mauer ist das größte jemals unternommene Aufforstungsprojekt. Es gilt als die beste Möglichkeit für China, die immer stärkere Verwüstung ganzer Regionen aufzuhalten. Besonders der trockene Norden ist betroffen, der aber aufgrund der Bevölkerungszahl bewohnbar bleiben muss.

## Desertifikation in China

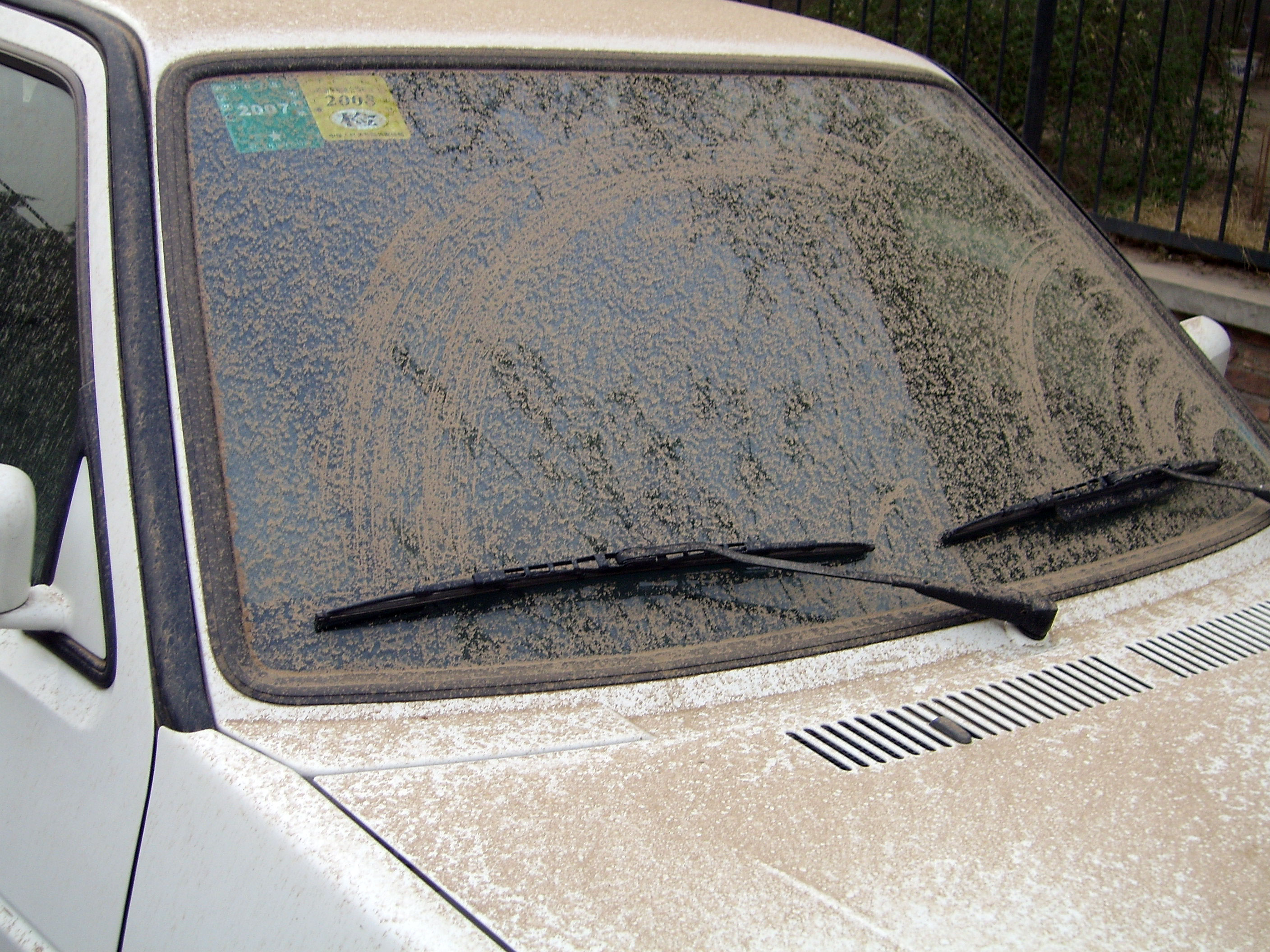
Sandablagerung nach einem Sandsturm in Peking

In Peking gibt es jedes Jahr mehrmals Alarm wegen drohender Atemprobleme, wenn ein Sandsturm aus dem Norden Wüstensand mitbringt. Dieses Problem betrifft hauptsächlich den Norden, wo die Grenzen zu den chinesischen Wüsten liegen. Durch die Desertifikation verliert die Volksrepublik jedes Jahr 2.500 km² Fläche (etwa die Fläche des Saarlands). 100 Millionen Menschen werden von der Desertifikation bedroht. Die Durchschnittstemperatur in Peking ist durch die Wüstenhitze bereits um einige Grad Celsius gestiegen. Auch Japan, Nordkorea und Südkorea leiden unter den Sandstürmen aus China, denn sie führen in jenen Ländern zu braunem Regen und zu verstopften Flüssen. Diese Sandstürme, die die Chinesen poetisch auch „gelbe Drachen“ nennen, sind so kräftig, dass bereits an der Westküste der USA Staub aus China gefunden wurde.

## Ursachen der Desertifikation

Sandsturm in der Sahara und im Osten Chinas (Animation)

Wie in vielen Ländern der Erde ist die Desertifikation eine Folge menschlichen Einflusses.
Die stark steigende Landnutzung überfordert den Boden, da sie ihm Nährstoffe entzieht und das Bodengefüge verändert. Durch Überweidung und Abholzung nimmt der spärliche Pflanzenbewuchs ab, dabei verliert der Boden an Festigkeit bzw. liegt ohne die schützende Pflanzenschicht frei. Mit der Zeit trägt entweder der Niederschlag die oberste Bodenschicht (Humusschicht) ab, oder sie trocknet aus und wird vom Wind abgetragen (Deflation; siehe auch Erosion).
Auch die Industrialisierung trägt eine Mitschuld. Bei der Gründung der Volksrepublik 1949 waren noch 8 % der Landesfläche bewaldet. Infolge der Industrialisierung stieg der Bedarf an Brennholz, der durch vermehrte Abholzung gedeckt wurde.
Ein weiteres Problem ist der steigende Wasserverbrauch der Industrie, der Landwirtschaft und der wachsenden Bevölkerung. Er wird unter anderem durch neue Brunnen und Staudämme erst ermöglicht. Die Folge davon ist ein sinkender Pegelstand der Flüsse – dies kann soweit führen, dass der Fluss versiegt, bevor er ins Meer mündet – und ein Absinken des Grundwasserspiegels. Beispielsweise trocknet Chinas zweitlängster Fluss, der Huang He (Gelbe Fluss) am Unterlauf und im Mündungsgebiet für ungefähr ein halbes Jahr aus.

## Projektumfang
Die Errichtung der Grünen Mauer wurde im Jahr 1978 begonnen und soll noch bis 2050 fortgesetzt werden. Bis dahin sollen 350.000 Quadratkilometer Land zusätzlich bepflanzt sein, eine Fläche von der Größe der Bundesrepublik Deutschland. Laut zuständigem Amt lauten die konkreten Ziele bis 2050: Vergrößerung der Waldfläche innerhalb der vom Projekt umfassten Regionen von 23 Mio. ha im Jahr 1977 auf 60 Mio. ha, Steigerung der Fläche des Wirtschaftswaldes von 1 Mio. ha auf 3 Mio. ha, Steigerung des Anteils der von Wald bedeckten Fläche von 5 % im Jahr 1977 auf 14,95 %, Steigerung der Holzproduktion von 47 Mrd. Kubikmetern im Jahr 1977 auf 280 Mrd. Kubikmeter, Steigerung der wirtschaftlichen Wertschöpfung durch Holznutzung auf 24 Mrd. Yuan, Steigerung der wirtschaftlichen Wertschöpfung durch andere Produkte des Waldes auf 10,7 Mrd. Yuan, Steigerung der landwirtschaftlichen Produktion durch die Effekte des Schutzwaldes um 10 bis 15 %, Stopp der Desertifikation und des Wasserverlustes.
Die von der Desertifikation betroffenen Gebiete (inklusive Wüstengebieten) umfassen rund 2,6 Millionen Quadratkilometer und damit etwa 28 % des chinesischen Territoriums. Das ist mehr als die siebenfache Fläche Deutschlands.

## Vorgehensweise

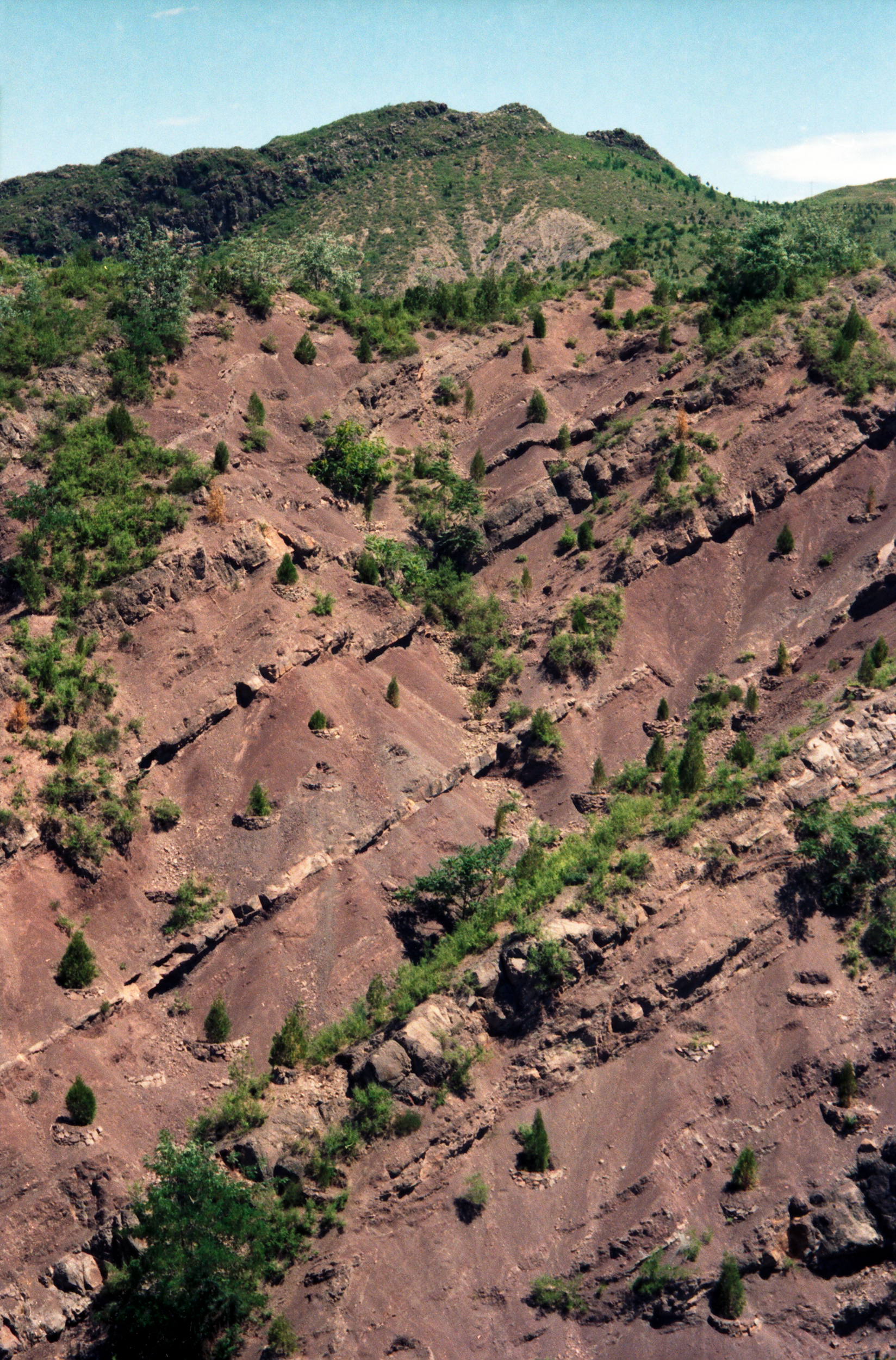
Aufforstung eines Steilhanges an der Großen Mauer, Abschnitt Simatai Ost (1997). – In windresistenten Einfassungen aus handgeschichtetem Bruchstein werden Jungpflanzen ausgesetzt.

Wald ist sehr geeignet, Windgeschwindigkeiten zu verringern und damit die Abtragung des Bodens zu bremsen. Daher sollen in einem Schutzgürtel durch 14 Provinzen mit einer Länge von über 4.500 km und einer Breite von mehreren 100 km Bäume, Büsche und Gräser angepflanzt werden – eine Mauer aus Wald. Die Bäume verlangsamen die Windgeschwindigkeit und halten Sand auf, die Wurzeln der Pflanzen geben dem Boden Struktur und Festigkeit und verhindern, dass der Boden abgetragen wird. Wichtig für die Verwendung der Pflanzen ist ein sehr schnelles Wachstum und Standfestigkeit gegen den Wüstensand, und das bei nur 100 bis 200 mm Regen pro Jahr. Tamarisken und Pappeln, die bezüglich ihrer Umgebung anspruchslos sind und gleichzeitig schnell wachsen, eignen sich besonders gut. In der Zukunft sollen auch gentechnisch veränderte Pappeln gepflanzt werden.
Da Monokulturen starke Anfälligkeit gegen Schädlingsbefall und Krankheiten haben, sollen hauptsächlich Mischwälder gepflanzt werden. Aber auch Ackerflächen sind Teil der Grünen Mauer.
Es gibt verschiedene Möglichkeiten der Aufforstung, die angewandt werden: Zum einen werden die Sanddünen ganz konventionell mit Baggern und Planierraupen eingeebnet sowie befestigt. Dann folgt die Bepflanzung, die im Allgemeinen von Menschen vorgenommen wird. Zum anderen gibt es die Möglichkeit der „Luftsaat“, die die Chinesen durch dieses Projekt bis zur Marktreife entwickelten. Dabei werden die Samen von einem Flugzeug abgeworfen. Eingehüllt in kleine Lehmkügelchen (Samenbombe) schaffen sie es durch die erste Zeit des Wachstums. Bisher wurden bereits 1000 Quadratkilometer (etwas mehr als die Fläche der Insel Rügen) auf diese Weise bepflanzt.
Das Projekt wird von staatlicher Seite vom chinesischen Amt für Forstwirtschaft und Grasland, welches dem im Staatsrat organisierten Ministerium für natürliche Ressourcen untersteht, verantwortet.
Das chinesische Volk ist an der Arbeit direkt beteiligt: Gesetzlich ist jeder chinesische Bürger zwischen 11 und 60 Jahren dazu verpflichtet, pro Jahr drei bis fünf Bäume anzupflanzen. Als eine Alternative dazu gibt es die Möglichkeit, eine Gebühr oder ein Bußgeld zu bezahlen. Diese Regelung wird jedoch nicht durchgesetzt. Einzelne Verwaltungsregionen haben individuelle Regelungen. In der von Desertifikation stark betroffenen autonomen Region Xinjiang gilt die Verpflichtung zum Pflanzen von Bäumen für Männer zwischen 18 und 60 Jahren und Frauen zwischen 18 und 55 Jahren. Für minderjährige Staatsbürger zwischen 11 und 17 Jahren wird die Teilnahme an Baumpflanzaktivitäten empfohlen, dies ist jedoch nicht verpflichtend.

## Strukturreform der Forstwirtschaft
Im Jahr 2003 startete China eine Strukturreform für Forstbetriebe. Durch die Reform wurden Waldgebiete an einzelne Bauern verpachtet und ihre Rechte durch Urkunden gesichert. Die Pächter sind jetzt als Eigentümer der Bäume eingetragen, die sie selbst angepflanzt haben. Darüber hinaus dürfen sie das Land unter Auflagen bewirtschaften oder ihre Nutzungsrechte auf andere Personen oder Firmen übertragen. Diese forstwirtschaftliche Strukturreform hat für die Bauern einen Anreiz geschaffen, in Baumpflanzungen zu investieren.

## Erfolge
In 13 Provinzen wurden Schutzwälder angelegt. Sie bedecken bereits eine Fläche von 220.000 Quadratkilometern. Das entspricht etwa der Fläche Großbritanniens. In einigen Regionen waren die Aufforstungsarbeiten bereits erfolgreich. Ausgetrocknete Gegenden, in denen die Bewohner ihre Häuser täglich vom Sand befreien mussten, bleiben bewohnbar, die Wirkung der Sandstürme in diesen Regionen ging zurück.
Bisher gepflanzte Wälder haben den Sandtransport der Stürme schon um 200 Mio. Tonnen pro Jahr verringert.
Seit den 1990er Jahren hat sich Chinas Waldfläche fast verdoppelt. Im neuen Jahrtausend wurde in den gefährdeten Gebieten ein totales Weideverbot weiträumig durchgesetzt. Trotz aller Anstrengungen breitet sich die Wüste in einigen Gebieten immer noch aus. Doch zwischen den Jahren 2000 und 2004 schrumpfte die Desertifikationsfläche erstmals jährlich um fast 1300 Quadratkilometer. Das entspricht der Größe des Stadtgebietes von Los Angeles.
China verfügt insgesamt über 1.750.000 Quadratkilometer Wald (Stand 2008) und damit über die größten wieder aufgeforsteten Waldgebiete der Welt. Seit 1978 wurden hierfür über 60 Milliarden Bäume gepflanzt (Stand 2016).

## Kritik
Der Pekinger Ableger von Greenpeace sieht die „Lebendigkeit natürlicher Wälder“ in Gefahr. So wird bemängelt, dass es sich bei den aufgeforsteten Bäumen hauptsächlich um nichtheimische Pappeln und Tannen handle, die den Grundwasserspiegel weiter senken könnten.
Darüber hinaus wird durch die Anpflanzung von Blöcken schnell wachsender Bäume die Artenvielfalt von Waldgebieten verringert, so dass Gebiete entstehen, die für Pflanzen und Tiere, die normalerweise in Wäldern vorkommen, nicht geeignet sind. "China pflanzt mehr Bäume als der Rest der Welt zusammen", sagt John McKinnon, der Leiter des EU-China-Programms für biologische Vielfalt. "Aber das Problem ist, dass es sich dabei meist um Monokulturen handelt. Das sind keine Orte, an denen Vögel leben wollen". Die fehlende Vielfalt macht die Bäume auch anfälliger für Krankheiten, wie im Jahr 2000, als eine Milliarde Pappelbäume in Ningxia durch eine einzige Krankheit verloren gingen, was die Pflanzungsbemühungen um 20 Jahre zurückwarf. Chinas Forstwissenschaftler argumentierten, dass Monokultur-Baumplantagen das Treibhausgas Kohlenstoffdioxid effektiver absorbieren als langsam wachsende Wälder, so dass die Bäume trotz geringerer Vielfalt angeblich dazu beitragen, Chinas Kohlenstoffemissionen auszugleichen.
Der Asiatische Laubholzbockkäfer befällt laut UN-Organisation FAO jährlich schätzungsweise 5000 Quadratkilometer der grünen Mauer.
Liu Tuo, Leiter des Büros für die Kontrolle der Wüstenbildung in der staatlichen Forstverwaltung, ist der Ansicht, dass die Bemühungen des Landes, das zur Wüste gewordene Land wieder nutzbar zu machen, große Lücken aufweisen. Im Jahr 2011 gab es in China etwa 1,73 Millionen km2 Land, das zur Wüste geworden war, von denen 530.000 km2 behandelbar waren. Bei der derzeitigen Rate von 1.717 km2 pro Jahr würde es jedoch 300 Jahre dauern, um das zur Wüste gewordene Land wieder nutzbar zu machen.

## Medien
- Chinas grüne Mauer. Dokumentarfilm, Deutschland, 2002, 43:30 Min., Buch und Regie: Achim Kampmann, Produktion: arte, Discovery Channel, Reihe: 360° – Geo-Reportage, Erstsendung: 19. Juni 2004 bei arte (Inhaltsangabe von GEO). Gekürzte Fassung auf Youtube.com.